# Национальный музыкально-драматический театр имени Махтумкули
Национальный музыкально-драматический театр имени Махтумкули (туркм. Türkmenistanyň Magtymguly adyndaky milli sazly drama teatry) — ашхабадский драматический театр, основанный в 2001 году.

## История
Национальный музыкально-драматический театр, названный в честь великого поэта Махтумкули, был создан 3 апреля 2001 года.
Новое здание театра был возведено в 2004 году турецкой компанией Polimeks возле Туркменской национальной консерватории. Здание построено в классическом стиле с большим куполом и беломраморными колоннами на фасаде. Театральный зал рассчитан на 800 человек (576 мест на первом этаже и 224 на балконах).

## Репертуар
Театр ставит спектакли по произведениям туркменских поэтов и писателей.